# Silvretta

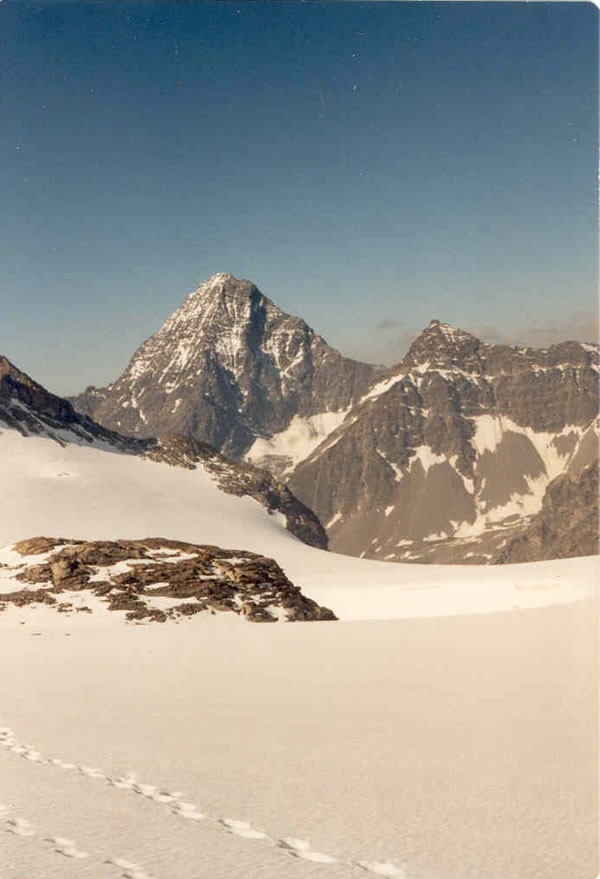
Piz Linard

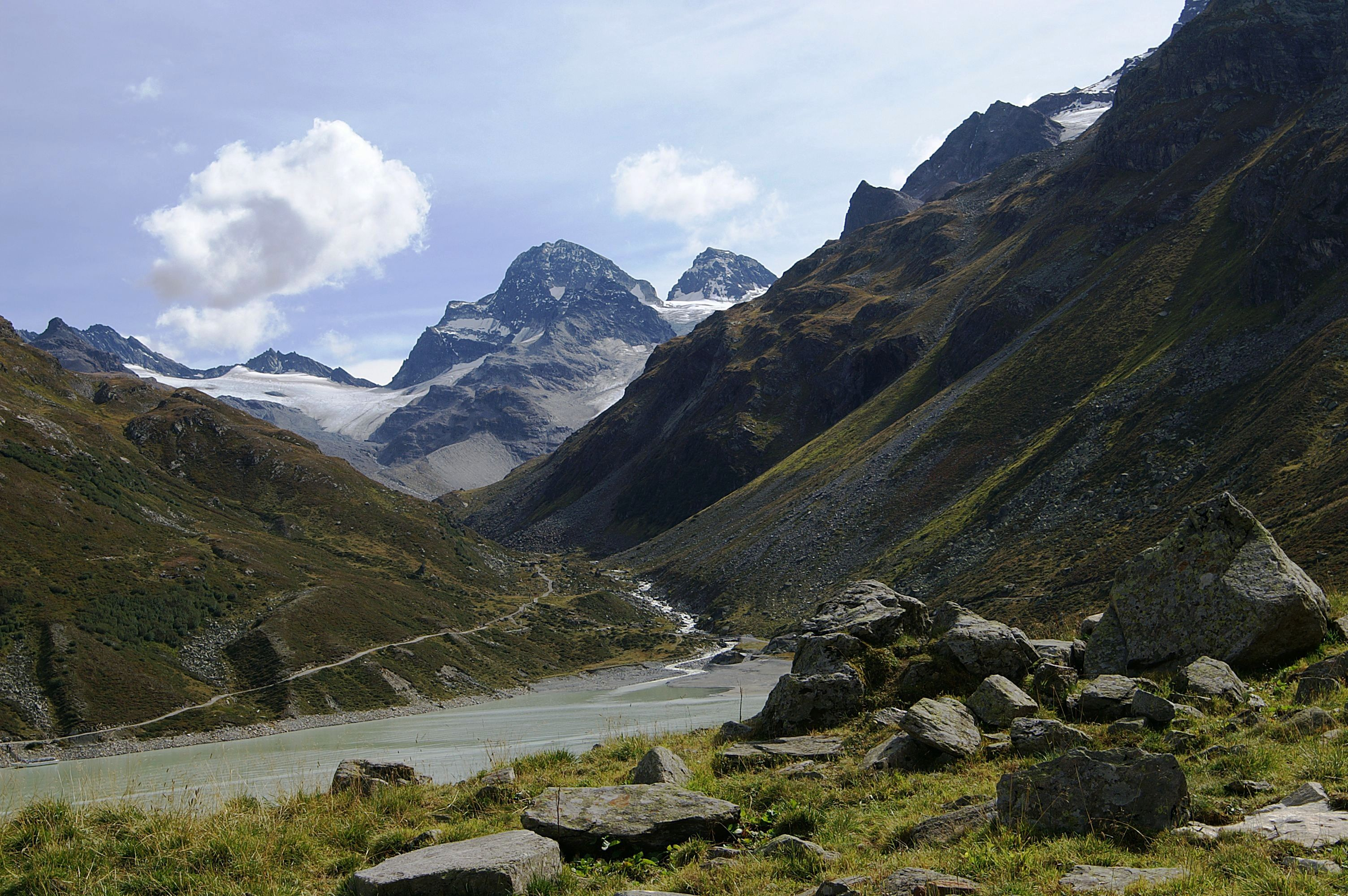
Piz Buin

Silvretta je pohoří rozkládající se na území dvou států, Rakouska a Švýcarska (větší část). Plocha masivu je 900 km². V celém pohoří najdeme na 50 třítisícových vrcholů a 120 menších ledovců. Všechny významné vrcholy a největší ledovce se nacházejí v hlavním alpském hřebeni. Nejvyšším vrcholem je, ve Švýcarsku ležící, Piz Linard (3 411 m).

## Poloha
Jižní hranici tvoří řeka Inn, protékající Dolním Engadinem. Na západě odděluje Silvrettu údolí Schlappintal a Gargellental, od sousedního masivu Rätikonu. Sever pohoří vymezuje vysokohorská silnice Silvretta Hochalpenstrasse, vedoucí dvěma velkými údolími – Montafon a Paznautal. Východní hranice je tvořena tokem potoků Fimerbach a Brancia, oddělující Silvrettu od skupiny Samnaunské Alpy.

## Geografie
Odborná alpská literatura dělí masiv Silvretty na 20 samostatných celků. Je však poměrně nepodstatné, protože se téměř bez výjimky jedná o samostatné vrcholy či velmi malé skupiny.

### Významné vrcholy
V pohoří Silvertta najdeme na 300 pojmenovaných vrcholů. Zde nejvýznamnější z nich:
- Piz Linard (3 411 m)
- Fluchthorn, jižní vrchol (3 398 m) do svého zřícení dne 11.6.2023, poté o cca 100 m méně
- Fluchthorn, centrální vrchol (3 397 m)
- Grosser Piz Buin (3 312 m)
- Fluchthorn, severní vrchol (3 309 m)
- Verstanklahorn (3 297 m)
- Piz Fliana (3 281 m)
- Kleiner Piz Buin (3 255 m)
- Silvrettahorn (3 244 m)
- Chapütschin (3 232 m)
- Augstenberg (3 228 m)
- Schneeglocke (3 223 m)
- Dreiländerspitze (3 197 m)
- Großes Seehorn (3 121 m)
- Großlitzner (3 109 m)
- Flüela-Weißhorn (3 085 m)
- Pischahorn (2 979 m)
- Hohes Rad (2 934 m)
- Vallüla (2 813 m)
- Bielerspitze (2 545 m)

## Ochrana přírody

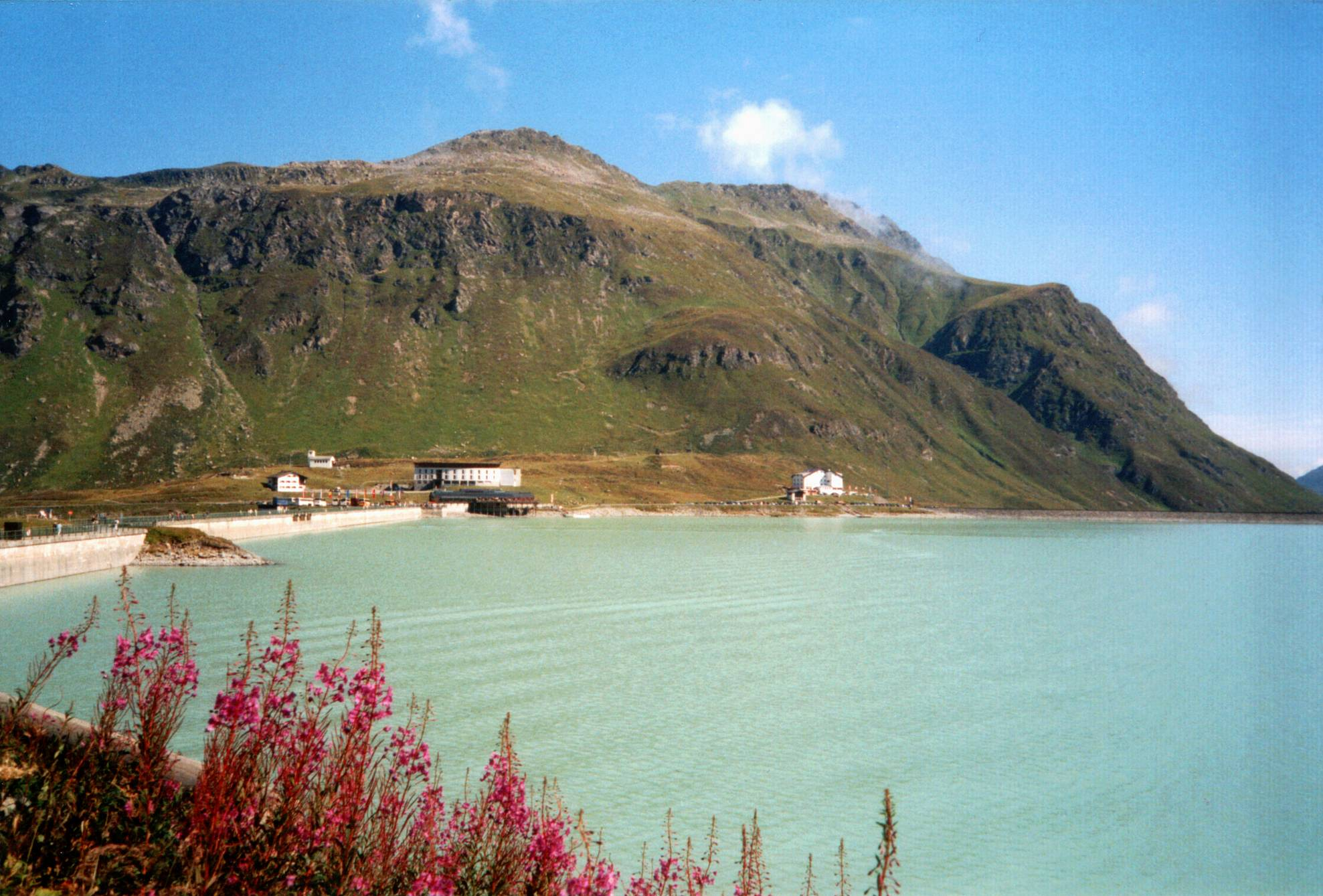
Přehradní jezero Silvretta-Stausee

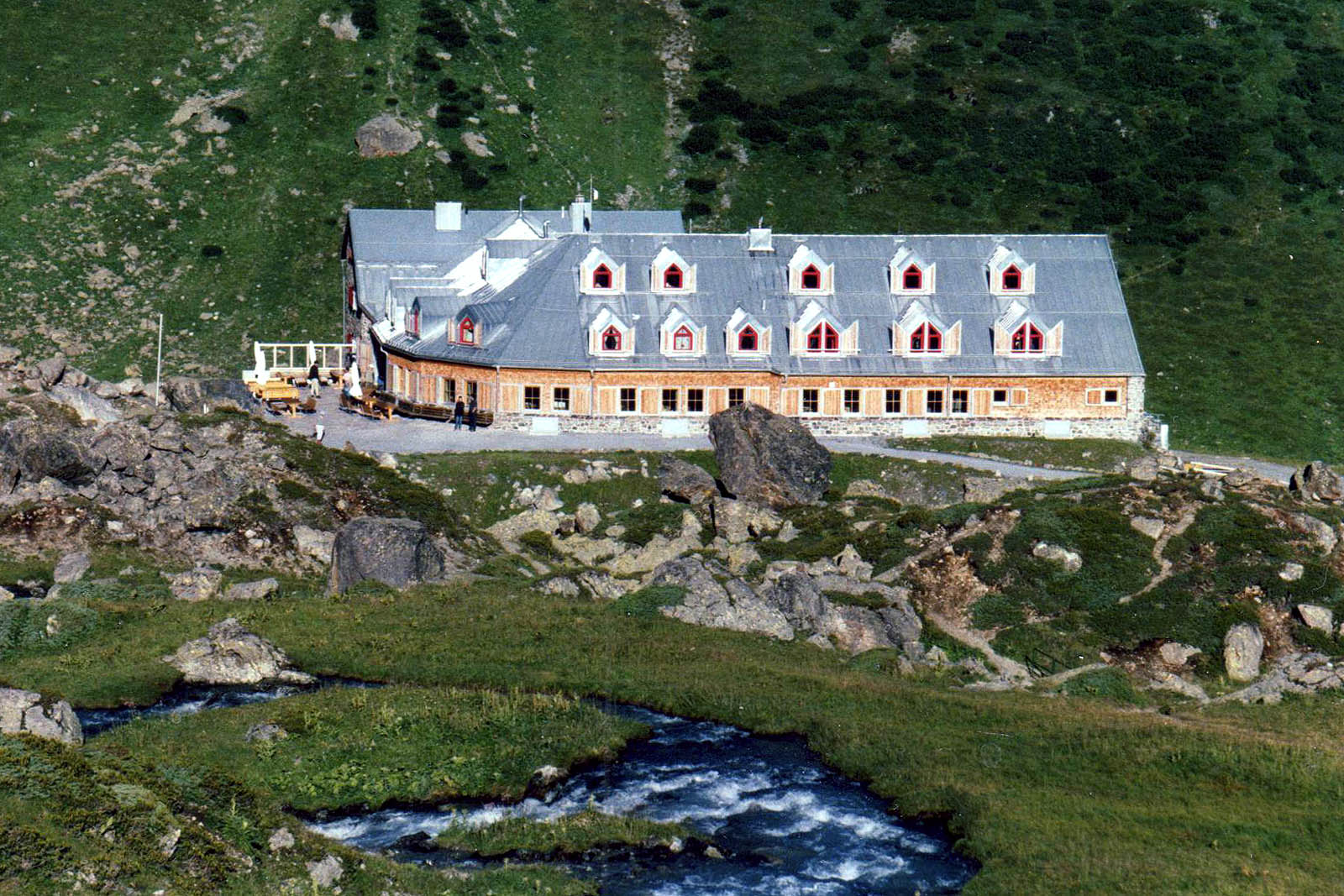
Jamtalhütte

Dvě části pohoří Silvretta jsou spravovány jako chráněná území:
- Oblast Piz Arina vyhlášená v roce 1983 s plochou 4 936 ha. Zasahuje na švýcarské území pohoří jen v malé části. Významnější část je v Samnaunských Alpách. Chrání přírodní bohatství krajiny.
- Oblast Silvretta-Vereina vyhlášená v roce 1983 s plochou 14 168 ha.

## Lyžařská oblast Silvretta Montafon
Silvretta Montafon vznikla spojením Montafon Hochjoch a Silvrette Nova. Lyžařská oblast nabízí přes 200 km sjezdových tratí všech obtížností, které jsou perfektně upravovány, ale také spoustu svahů s hlubokým prašanem pro vyznavače freeridu, z nichž se většina nachází na Silvretta Montafon Nova. Zajímavostí je také NovaPark, který se řadí k nejlépe vybaveným snowparkům v Evropě. Kromě sjezdovek se zde nachází také několik sáňkařských drah. 

## Horské chaty
Rakouská část
- Jamtalhütte (2 165 m), u města Galtür
- Madlener Haus poblíž sedla Bielerhöhe
- Saarbrücker Hütte u obce Partenen
- Tübinger Hütte u města Gaschurn
- Wiesbadener Hütte (2 443 m), poblíž sedla Bielerhöhe

Švýcarská část
- Linardhütte u města Lavin
- Fergenhütte u města Klosters
- Seetalhütte (2 065 m), u města Klosters
- Silvrettahütten (2 341 m) u města Klosters
- Tuoihütte u města Guarda
- Heidelberg Hütte (2 264 m) u rakouského města Ischgl (formálně asi 2,5 km za hranicí ve Švýcarsku)

## Mapy
- Kompass č. 41 (Silvretta / Verwallgruppe) – 1:50 000
- LKS č. 249T (Tarasp) – 1: 50 000
- Freytag a Berndt č. 373 (Silvretta Hochalpenstrasse / Piz Buin) – 1:50 000

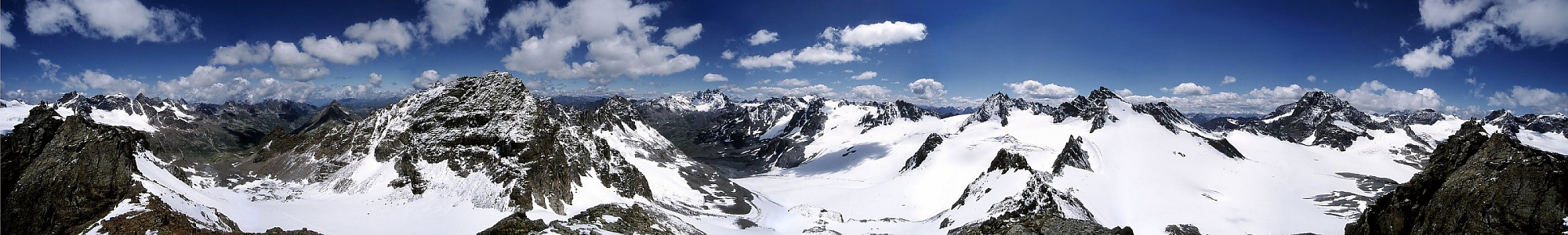
Panorama pohoří Silvretta